# Камиљано (Сијена)
Камиљано је насеље у Италији у округу Сијена, региону Тоскана.
Према процени из 2011. у насељу је живело 39 становника. Насеље се налази на надморској висини од 226 м.